# Pics de la Font Sancte
Pics de la Font Sancte – szczyt w Alpach Kotyjskich, części Alp Zachodnich. Leży w południowo-wschodniej Francji w regionie Prowansja-Alpy-Lazurowe Wybrzeże, blisko granicy z Włochami. Góra ma dwa szczyty: północny, wyższy - 3385 m i niższy, południowy - 3371 m. Szczyt można zdobyć drogą ze schroniska Rifugio Basse Rua. Najbliżej położona miejscowość to Ceillac we Francji.